# Río Niukja
El río Niukja, también transliterado como Nioukja, Nyukzha o Njukža (del ruso: Река Нюкжа) es un río localizado en la Siberia Oriental, en Rusia. Es un afluente por la margen derecha del río Olekma, a su vez un afluente del río Lena. Tiene 583 km de longitud y drena una cuenca de 32.100 km² (un poco mayor que países como Bélgica, Lesoto, Armenia o Albania). Su caudal medio, en Loptcha, a 187 km de la desembocadura, es de 280 m³/s.
Administrativamente, el Niukja discurre por el Krai de Zabaikalie (antiguo óblast de Chita) y el óblast de Amur de la Federación de Rusia.

## Geografía
El río Niukja nace en los montes Niukjinskoy, en la parte oriental de los montes Yáblonoi. En su curso superior, fluye sucesivamente hacia el sur, luego hacia el oeste, hacia el norte hasta adoptar finalmente una dirección general noreste. A mitad, sin embargo, realiza un bucle que le llevaen dirección nornoroeste y que mantiene durante todo el resto de su curso. Después de discurrir por zonas esencialmente montañosas durante todo su recorrido, desemboca en el Olekma, en la localidad de Ust-Niukja.
El Niukja se congela en octubre y permanece cubierto de hielo hasta finales de abril o principios de mayo.
Su principal afluente es el río Loptcha, que le aborda por la izquierda.
El río encuentra algunas pequeñas localidades en su discurrir aguas abajo: El'gakan, Anamzhak, Ust'Urkina, Kapita'nyy Zaedok, Larba, Srednyaya Larba, Lopcha, Chil'chi, Dyugabul' y Yuktali, casi en la desembocadura, donde está la localidad de Ust-Niukja.
En la mitad inferior de su curso, la línea del ferrocarril Baikal-Amur (o BAM, Baikal Amur Magistral) discurre unos 250 km paralela al río, desde Ust-Niukja (al noroeste: hacia Krasnoyarsk y Europa) y la confluencia del río Sredniaia Larba (al sureste, en dirección a Nakhodka y la costa del Pacífico). Las localidades de El'gakan, Larba, Lopcha, Chil'chi y Yuktali tienen estación ferroviaria.

## Hidrometría
El río Niukja es caudaloso, aunque extremadamente irregular. Su caudal se ha observado desde el año 1963 en Loptcha, una localidad a unos 187 km de su confluencia con el río Olekma.
El Niukja es un río caudaloso, alimentado en parte por el deshielo, aunque también por las precipitaciones en verano y otoño. Puede considerarse como un curso de agua de régimen nivo-pluvial, con dos estaciones bien diferenciadas. Las aguas altas se producen desde finales de la primavera hasta principios de otoño, de mayo a septiembre inclusive, con un pico en junio que corresponde al deshielo y el derretimiento de la nieve. La cuenca recibe precipitaciones en todas las estaciones, sobre todo en las cimas más altos, precipitaciones que caen en forma de lluvia en verano. La lluvia y la fusión continua de hielo explican que el flujo de julio a octubre esté bien alimentado. En octubre, el caudal del río disminuye rápidamente, lo que da inicio al período de aguas bajas, que va de noviembre a abril incluido y que corresponde al invierno y grandes heladas que abarcan toda la región. Durante los meses de noviembre a marzo, el flujo se detiene casi por completo.
En Loptcha, el caudal medio anual observado durante el período 1963-91 fue de 156 m³/s para un área drenada de 20.500 km², un poco más del 64% del total de la cuenca de captación del río. La lámina de agua de escorrentía anual en la cuenca ascendió, por tanto, a 242 mm, que puede considerarse como normal en el contexto de la cuenca del Lena.
El caudal medio mensual observado en febrero (mínimo de estiaje) fue de 0,08 m³/s, casi nada comparado con el flujo de junio (471 m³/s), lo que pone de relieve la magnitud de las extremas variaciones estacionales. Y las diferencias mensuales pueden ser aún más importantes, ya que en el período de observación de 11 años, el caudal mínimo mensual fue del 0,03 m³/s, en febrero de 1969, mientras que el máximo mensual fue de 1.290 m³/s en junio de 1963. En lo que respecta al período libre de hielo (de mayo a septiembre inclusive), el caudal mínimo observado fue de 71,1 m³/s en septiembre de 1963, pudiendo considerarse todavía abundante.
Caudales medios mensuales del río Niukja medido en la estación hidrométrica de Loptcha (m³/s) 
(Datos calculados para un periodo de 11 años, entre 1963 y 1991)